# Kcon
Il Kcon è un festival K-pop fondato nel 2012 dal sito web Koreaboo e organizzato da CJ E&M. Inizialmente tenuto soltanto negli Stati Uniti d'America, con gli anni si è espanso in altri Paesi del mondo, diventando la maggiore convention a tema K-pop.

## Storia
Il Kcon fu fondato nel 2012 dal sito Internet Koreaboo attraverso una collaborazione con la filiale statunitense di CJ E&M, Mnet America; nel 2013 Powerhouse Live ne divenne il produttore. L'obiettivo era quello di creare un evento annuale che avrebbe fatto avvicinare i fan americani del K-pop tra loro, oltre che ad artisti e professionisti dell'industria musicale coreana.
Il primo Kcon si tenne il 13 ottobre 2012 al Verizon Wireless Amphitheatre di Irvine, California. Vi parteciparono 4Minute, B.A.P, Exo-M, NU'EST, VIXX e G.NA, che si esibirono per oltre 20 000 persone. La seconda edizione fu organizzata il 24 e il 25 agosto 2013 alla Los Angeles Memorial Sports Arena. Presentata da Henry Lau dei Super Junior-M, vi parteciparono Exo, 2AM, Teen Top, f(x), G-Dragon, Crayon Pop, Dynamic Duo, Yu Seung-woo e DJ Koo, oltre al rapper Missy Elliott, che si esibì con G-Dragon.

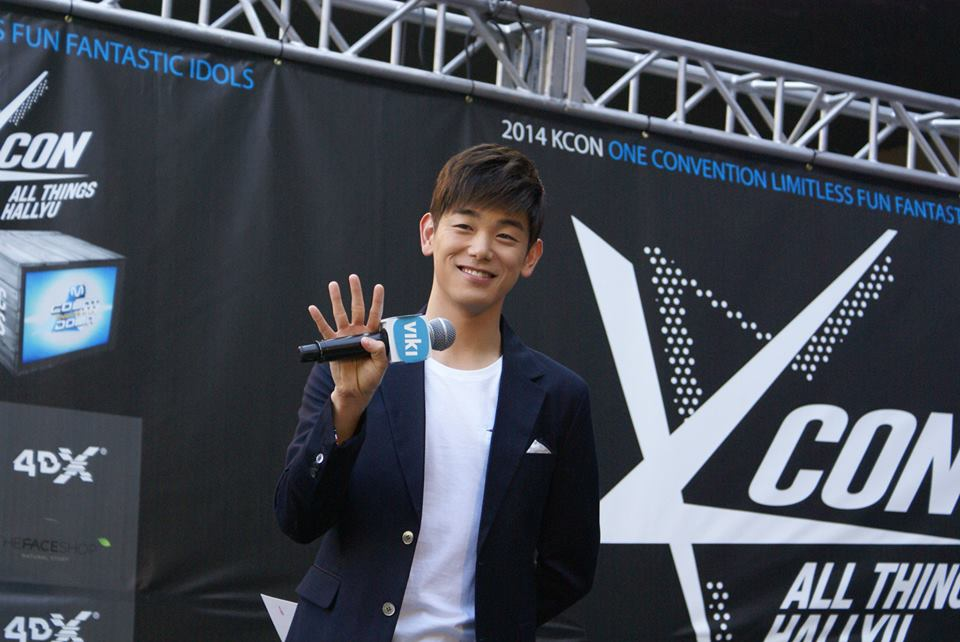
Il cantante Eric Nam presentò il red carpet dell'edizione 2014.

Il Kcon 2014 tornò alla Los Angeles Memorial Sports Arena il 9 e il 10 agosto. Vide esibirsi B1A4, BTS, CNBLUE, G-Dragon, Girls' Generation, IU, Jung Joon-young, Spica, Teen Top e VIXX; tra gli ospiti figurarono Lee Seung-gi, Lee Seo-jin, Yoo In-na, Nam Gyu-ri, Kim Ji-seok ed Eric Nam, che presentò le interviste sul red carpet trasmesse da Rakuten Viki. L'evento andò in onda nel segmento 2 Nights in LA del programma via cavo sudcoreano M Countdown, trasmesso su Mnet America e in altri Paesi. Per questa edizione Mnet America realizzò la webserie Kcon Experience 2014, mostrante diverse riprese quali l'arrivo delle star in aeroporto, retroscena e incontri con i fan. Vennero inoltre organizzati un mercato e un palco all'aperto, punti ristoro, un mini-cinema 4DX, seminari e laboratori sulla hallyu. Il canale OGN lanciò anche un campionato di League of Legends tra la squadra coreana CJ Entus Frost e l'americana Cloud9. La convention raccolse il doppio dei partecipanti dell'anno precedente, con 42 000 persone presenti, in maggioranza donne; quasi il 40% proveniva da fuori la California e meno del 10% era coreano.
Nel 2015 il Kcon si svolse per la prima volta all'estero, alla Saitama Super Arena il 22 aprile, con il cantante coreano-giapponese Kangnam come ambasciatore e 15 000 fan presenti. L'evento in California durò tre giorni, dal 31 luglio al 1 agosto, all'L.A. Live e allo Staples Center di Downtown Los Angeles; oltre agli artisti musicali parteciparono anche attori e personaggi televisivi sudcoreani. Billboard e il Los Angeles Times recensirono positivamente la convention, che contò 58 000 presenze, con i due concerti allo Staples Center esauriti e un ricavato totale di oltre 2 milioni di dollari. L'8 agosto il Kcon si tenne per la prima volta sulla costa orientale, al Prudential Center di Newark, New Jersey. Secondo Fuse fu frequentato da rappresentanti di tutte le demografie statunitensi, con 17 000 partecipanti, di cui un numero quasi pari di uomini e donne e una significativa, ma non maggioritaria, percentuale di adolescenti. Il 6 e il 7 novembre la convention fu organizzata sull'isola coreana di Jeju con la speranza di rivitalizzare l'economia locale attirando più turisti, e vi parteciparono circa 17 000 persone.

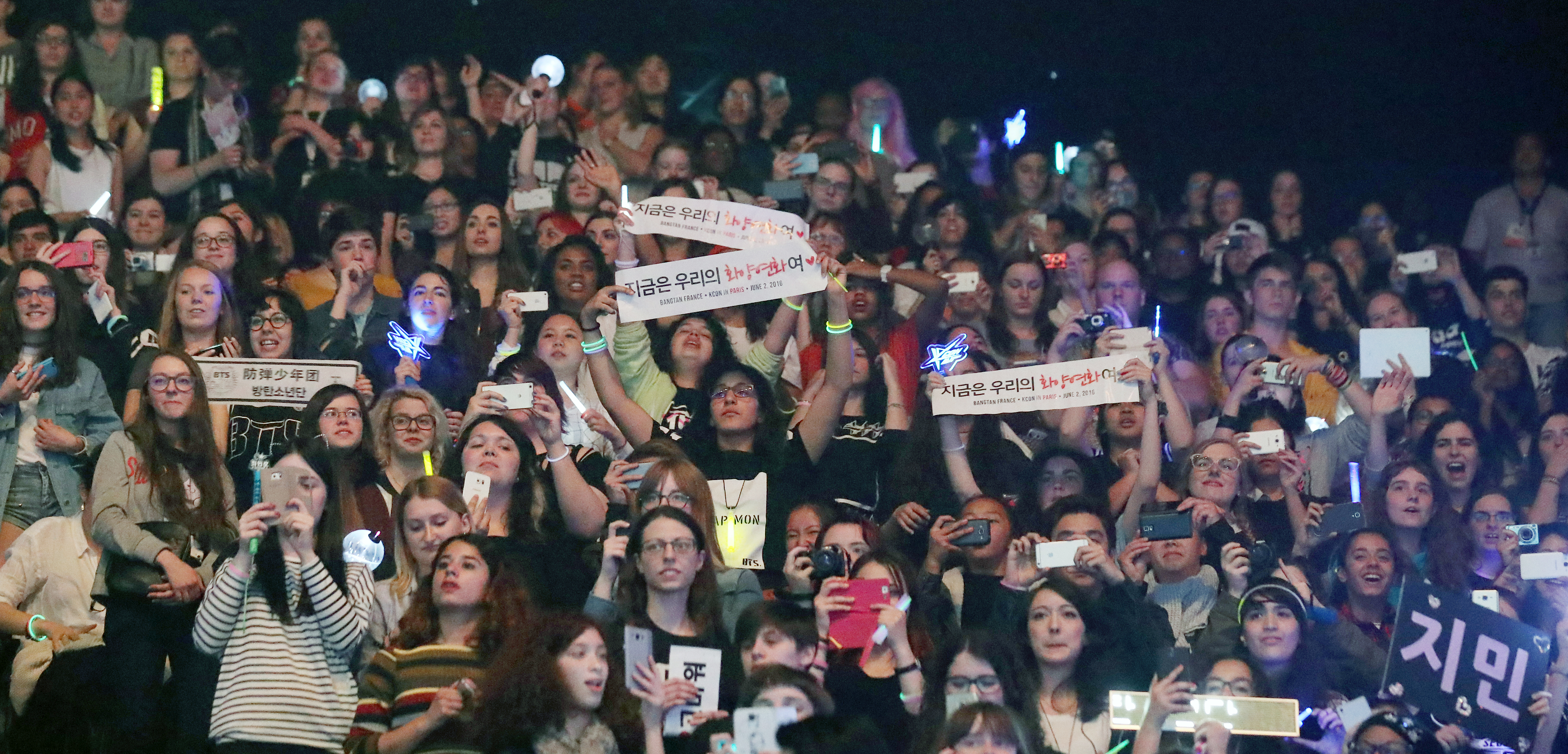
Fan al Kcon 2016 a Parigi.

La prima tappa dell'edizione 2016 fu il 25 marzo ad Abu Dhabi, dopodiché si passò il 9 e il 10 aprile a Chiba, in Giappone. L'evento venne organizzato per la prima volta in Europa, a Parigi, il 2 giugno. I biglietti andarono esauriti in pochi minuti e presenziò anche la presidente coreana Park Geun-hye, in onore del 130º anniversario dei rapporti diplomatici tra Corea del Sud e Francia. Il Kcon si tenne nuovamente anche negli Stati Uniti: il 24 e 25 giugno al Prudential Center di Newark e dal 29 al 31 luglio allo Staples Center di Los Angeles.
Nel 2017 il Kcon fece tappa per la prima volta in America Latina, con una sosta il 17 e il 18 marzo alla Mexico City Arena di Città del Messico. Tornò anche in Giappone dal 19 al 21 maggio al Makuhari Messe di Chiba, il 23 e il 24 giugno al Prudential Center di Newark e dal 18 al 20 agosto al LA Convention Center di Los Angeles. Il 22 e il 23 settembre la convention fu organizzata per la prima volta in Australia, alla Qudos Bank Arena di Sydney.
L'edizione 2018 della rassegna avvenne dal 13 al 15 aprile a Chiba, il 23 e il 24 giugno a Newark, dal 10 al 12 agosto a Los Angeles e per la prima volta in Thailandia, all'Impact Muang Thong Thani di Bangkok il 29 e il 30 settembre. Nel 2019 il Kcon si tenne nelle stesse location dell'anno precedente.

## Edizioni
| Data                 | Città             | Paese               | Struttura                          | Presenze | Artisti |
| -------------------- | ----------------- | ------------------- | ---------------------------------- | -------- | --- |
| 13 ottobre 2012      | Irvine            | Stati Uniti         | Verizon Wireless Amphitheatre      | 10 000   | 4Minute, B.A.P, Exo-M, G.NA, NU'EST, VIXX |
| 24 agosto 2013       | Los Angeles       | Stati Uniti         | Los Angeles Memorial Sports Arena  | 20 000   | 2AM, Dynamic Duo, Exo, F(x) (con DJ Koo), G-Dragon, Crayon Pop, Henry Lau, Missy Elliott, Teen Top, Yoo Seung-woo (con Heejun Han) |
| 25 agosto 2013       | Los Angeles       | Stati Uniti         | Los Angeles Memorial Sports Arena  | 20 000   | 2AM, Dynamic Duo, Exo, F(x) (con DJ Koo), G-Dragon, Crayon Pop, Henry Lau, Missy Elliott, Teen Top, Yoo Seung-woo (con Heejun Han) |
| 9 agosto 2014        | Los Angeles       | Stati Uniti         | Los Angeles Memorial Sports Arena  | 42 000   | G-Dragon, B1A4, IU, Teen Top, VIXX, Girls' Generation, BTS, CNBLUE, Jung Joon-young, Spica |
| 10 agosto 2014       | Los Angeles       | Stati Uniti         | Los Angeles Memorial Sports Arena  | 42 000   | G-Dragon, B1A4, IU, Teen Top, VIXX, Girls' Generation, BTS, CNBLUE, Jung Joon-young, Spica |
| 22 aprile 2015       | Saitama           | Giappone            | Saitama Super Arena                | 15 000   | 5tion, CODE-V, High4, Shu-I, Tahiti, Block B, B1A4, Boyfriend, Got7, Infinite, Jun. K, Kangnam, Lovelyz, My Name, Nicole Jung, Sistar, Supernova |
| 1º agosto 2015       | Los Angeles       | Stati Uniti         | Staples Center                     | 58 000   | Got7, Monsta X, Roy Kim, Sistar, Super Junior, AOA, Block B, Red Velvet, Shinhwa, Zion.T e Crush |
| 2 agosto 2015        | Los Angeles       | Stati Uniti         | Staples Center                     | 58 000   | Got7, Monsta X, Roy Kim, Sistar, Super Junior, AOA, Block B, Red Velvet, Shinhwa, Zion.T e Crush |
| 8 agosto 2015        | Newark            | Stati Uniti         | Prudential Center                  | 17 000   | Girls' Generation, VIXX, AOA, Teen Top |
| 6-7 novembre 2015    | Jeju              | Corea del Sud       | Jeju Stadium                       | 17 000   | Day6, Park Bo-ram, Paloalto, Sonamoo, Mamamoo, Poten, Roy Kim, Oh My Girl, Block B, Kangnam, Teen Top, Spica, Roy Kim, Chen Zitong, SG Wannabe, Shin Seung-hun, Shinhwa |
| 25 marzo 2016        | Abu Dhabi         | Emirati Arabi Uniti | Yas Island – DU Arena              | 8 000    | BTS, Kim Tae-yeon, Cho Kyu-hyun, Double S 301, Ailee, Monsta X, Spica |
| 9-10 aprile 2016     | Chiba             | Giappone            | Makuhari Messe                     | 33 000   | AOA, Kim Sung-kyu, Lovelyz, Monsta X, Nicole Jung, N.Flying, Winner, 2PM, Boyfriend, Twice, Block B, Day6, Jun Jin, Heize |
| 2 giugno 2016        | Parigi            | Francia             | AccorHotels Arena                  | 18 476   | BTS, Block B, Shinee, F.T. Island, F(x), I.O.I |
| 24-25 giugno 2016    | Newark            | Stati Uniti         | Prudential Center                  | 40 000   | Ailee, BtoB, Crush e Dynamic Duo, Seventeen, BTS, Day6, Eric Nam, Mamamoo |
| 30-31 luglio 2016    | Los Angeles       | Stati Uniti         | Staples Center                     | N.D.     | Block B, Dean, Amber, GFriend, I.O.I, Shinee, Turbo, Astro, BTS, Davichi, Eric Nam, Girls' Generation-TTS, Monsta X, Twice |
| 17-18 marzo 2017     | Città del Messico | Messico             | Mexico City Arena                  | 33 000   | BTS, Eric Nam, EXID, NCT 127, Astro, Infinite H, Monsta X, Red Velvet |
| 19-21 maggio 2017    | Chiba             | Giappone            | Makuhari Messe                     | 48.500   | A-Jax, Boys Republic, INX, Naughtyboys, Roh Ji-hoon, Pungdeng-E, Stellar, Top Secret, Tritops, Apeace, Astro, BtoB, Day6, Lee Jun-ho, Pristin, SF9, Victon, Unione, Apink, Babylon, CLC, CNBlue, Got7, Heize, Lovelyz, Monsta X, Block B, Code-V, GFriend, K.Will, Pentagon, Seventeen, Boys24, Cosmic Girls                                                                                                 |
| 23-24 giugno 2017    | Newark            | Stati Uniti         | Prudential Center                  | 43 000   | GFriend, Highlight, KNK, SF9, Zion.T, CNBLUE, NCT 127, Twice, Up10tion |
| 19-20 agosto 2017    | Los Angeles       | Stati Uniti         | Staples Center                     | 40 000   | Cosmic Girls, Girl's Day, Seventeen, SF9, Super Junior-D&E, VIXX, Astro, Got7, Heize, Kard, NCT 127, Wanna One, Oh My Girl, Kim Tae-woo |
| 22-23 settembre 2017 | Sydney            | Australia           | Qudos Bank Arena                   | 21 000   | Exo, Girl's Day, Pentagon, SF9, Victon, Cosmic Girls, Monsta X, Up10tion, Wanna One |
| 13-15 aprile 2018    | Chiba             | Giappone            | Makuhari Messe                     | 68 000   | Code-V, Ha Minwoo, MASC, Million Seller, Moon Shine, NEON, Gugudan, Momoland, Pentagon, Samuel, Wanna One, Rainz, Cosmic Girls, Victon, Chungha, Ace, Fromis 9, GFriend, Seventeen, Stray Kids, Jang Woo-young, BLK, Imfact, Sik-K, TRCNG, Reddy, Golden Child, Monsta X, SF9, Sunmi, Twice, Heize (con Davii), The Boyz, N.Flying, IN2IT                                                                    |
| 23-24 giugno 2018    | Newark            | Stati Uniti         | Prudential Center                  | 53 000   | Heize, Pentagon, Red Velvet, Super Junior, Stray Kids, EXID, fromis 9, Wanna One, NCT 127, Golden Child |
| 11-12 agosto 2018    | Los Angeles       | Stati Uniti         | Staples Center                     | 50 000   | Ailee, Crush, Dynamic Duo, Golden Child, IN2IT, Momoland, TWICE, Wanna One, Davichi, Mia, Chungha, fromis 9, Imfact, NU'EST W, Pentagon, Seventeen, Dreamcatcher, Roy Kim |
| 29-30 settembre 2018 | Bangkok           | Thailandia          | IMPACT Arena                       | 42 000   | Chungha, Golden Child, Monsta X, Nature, Stray Kids, Sunmi, Wanna One, fromis 9, (G)I-dle, Got7, Pentagon, The Boyz, The East Light, Varsity |
| 17-19 maggio 2019    | Chiba             | Giappone            | Makuhari Messe                     | N.D.     | Kim Jae-hwan, The Boyz, Ha Sung-woon, Momoland, Iz One, Ateez, AB6IX, Jeong Se-woon, Cherry Bullet, The Rose, A.C.E., A-Peace, D-Crunch, G Most, In&Choo, M.A.P6, MY.st, NTB, Oneus, Onewe, Pinkfantasy, Sim Yejun, Spectrum, Trei, Two.Brothers, Voisper, Itzy, WJSN, Verivery, Monsta X, ONF, Chungha, NU’EST, Park Ji-hoon, Target, Niiisans's, Iz One, Twice, Pentagon, GWSN, SF9, Nature, VAV, fromis 9 |
| 6 luglio 2019        | New York          | Stati Uniti         | Madison Square Garden              | 55 000   | NU'EST, TXT, Ateez, Iz One, The Boyz |
| 7 luglio 2019        | New York          | Stati Uniti         | Javits Center                      | 55 000   | SF9, (G)I-dle, AB6IX, Verivery, Seventeen, fromis 9 |
| 17 agosto 2019       | Los Angeles       | Stati Uniti         | Los Angeles Convention Center      | 103 000  | AB6IX, Ateez, Iz One, Loona, Momoland, NU'EST, SF9 |
| 18 agosto 2019       | Los Angeles       | Stati Uniti         | Staples Center                     | 103 000  | Fromis 9, ITZY, MAMAMOO, N.Flying, SEVENTEEN, Stray Kids, Verivery |
| 28-29 settembre 2019 | Bangkok           | Thailandia          | IMPACT Arena                       | N.D.     | Boy Story, Everglow, Golden Child, Got7, Kim Jae-hwan, ONEUS, The Boyz, Itzy, Nature, X1, Iz One, Stray Kids, AB6IX, Ateez, (G)I-dle, Verivery, Bvndit, Chungha |
| 3-5 aprile 2020      | Chiba             | Giappone            | Makuhari Messe                     |          | |
| 12-14 giugno 2020    | New York          | Stati Uniti         | Javits Center                      |          | |
| 27-30 agosto 2020    | Los Angeles       | Stati Uniti         | Los Angeles Convention Center      |          | |
| 26-27 settembre 2020 | Bangkok           | Thailandia          | IMPACT Arena and Exhibition Center |          | |